# Пилипковецька волость
Пилипковецька волость — історична адміністративно-територіальна одиниця Ушицького повіту Подільської губернії з центром у селі Пилипківці.

## Склад волості
Станом на 1885 рік складалася з 25 поселень, 11 сільських громад. Населення — 8 894 осіб (4 228 чоловічої статі та 4 666 — жіночої), 1115 дворових господарства.
|                     | Площа, десятин | У тому числі орної, десятин |
| ------------------- | -------------- | --------------------------- |
| Сільських громад    | 6150           | 5241                        |
| Приватної власності | 9960           | 4429                        |
| Казенної власності  | —              | —                           |
| Іншої власності     | 403            | 278                         |
| Загалом             | 16513          | 9948                        |

Основні поселення волості:
- Пилипківці — колишнє власницьке село при річці Залисківка, за 15 верст від повітового міста, 980 осіб, 143 дворових господарств, 2 православних церкви, заїжджий будинок, цегельня за 12 верст.
- Богушівка — колишнє власницьке село при річках Гулівської та Конищевої, 509 осіб, 80 дворових господарств, заїжджий будинок.
- Браїлівка — колишнє власницьке село при річці Калюс, 759 осіб, 126 дворових господарств, православна церква, заїжджий будинок, 2 водних млини, пивоварний завод.
- Воронівці — колишнє власницьке село, 397 осіб, 65 дворових господарств, православна церква, заїжджий двір.
- Жабинці — колишнє власницьке село при річці Батіг, 666 осіб, 92 дворових господарств, православна церква, заїжджий будинок, 2 водяних млини.
- Заборознівці — колишнє власницьке село при річці Батіг, 420 осіб, 72 дворових господарств, православна церква, заїжджий будинок 2 водяних млини.
- Заміхів — містечко при річці Батіг, 851 осіб, 110 дворових господарств, православна церква, римо-католицький костел, єврейська синагога, 6 заїжджих дворів, 5 заїжджих будинки, 12 крамниць, базари по вівторках через 2 тижні, 2 водяних млини.
- Калівка  — колишнє власницьке село при річці Бахтинка, 478 осіб, 71 дворових господарств, православна церква, заїжджий будинок, кузня.
- Карачіївці — колишнє власницьке село при річці Калюс, 820 осіб, 131 дворових господарств, православна церква, заїжджий будинок, водяний млин, винокурня.

- Конищів — колишнє власницьке село, 1180 осіб, 170 дворових господарств, православна церква, заїжджий будинок.

## Ліквідація волості
Друга сесія ВУЦВК VII скликання, яка відбувалася 12 квітня 1923 р., своєю постановою «Про новий адміністративно-територіальний поділ України» скасувала волості і повіти, замінивши їх районами. Після ліквідації більшість населених пунктів Пилипковецької волості ввійшла до складу Новоушицького району, село Карачіївці за Майданом-Карачієвецьким ввійшли до складу Віньковецького району, а села Богушівка (Знаменівка), Воронівці, Калівка (Ягідне) та Кошищів — до складу Мурованокуриловецького району Вінницької області.